# ヨハネス・ヘヴェリウス

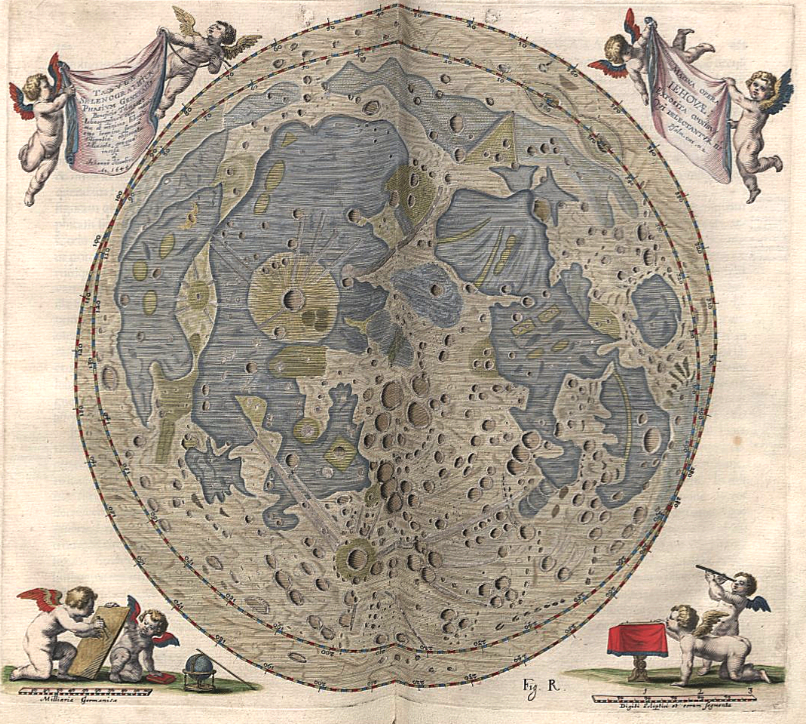
ヘヴェリウスによる月面図「セレノグラフィア」/1645年発表。科学的観測史上（望遠鏡による観測史上）、最も早くに作られた月面図の代表的一つ。彼が名付けた月の地名のいくつかは現在も使われている。月の輪郭が二重に描かれているのは、地球から見た月の位置的揺らぎの限界を示したものである。

ヨハネス・ヘヴェリウス（ラテン語：Johannes Hevelius 、ポーランド語：Jan Heweliusz 、ドイツ語：Johannes Hewel 、1611年1月28日 - 1687年1月28日）は、ポーランドの天文学者。月の地形学の創始者とされる。

## 概要
こぎつね座、こじし座、たて座、とかげ座、やまねこ座、ろくぶんぎ座、りょうけん座、ケルベルス座 (Cerberus)、しょうさんかく座 (Triangulum Minor)、マエナルスさん座 (Maenalus Mons) という10個の星座を設定したが、これらのうち、先の7つは現在も使われている（ケルベルス座以下、後の3つは廃された）。
ポーランド・リトアニア共和国のグダニスク（ダンツィヒ）にて、ボヘミアから移住して醸造所を営む家庭に生まれた。ギムナジウムで学んだ後、オランダのライデンで法学を学ぶ。その後、イギリスやフランスを旅し、ピエール・ガッサンディ、マラン・メルセンヌ、アタナシウス・キルヒャーらと交流を持った。1664年ドイツ人として初の王立協会のフェローに選出。
1673年、レンズの直径15cmで鏡筒に当たる部分の長さが45mにもなる空気望遠鏡を制作し、公開で天文観測を行った。この望遠鏡「ヘヴェリウスの空気望遠鏡」は彼の代名詞であり、また、空気望遠鏡と言えばヘヴェリウスの名が第一に挙げられる。あまりに巨大であったために風や震動の影響を受けやすく、観測は巧く行かなかったようであるが、1682年に到来したハレー彗星の観測では成果を挙げている。
1679年9月26日、ヘヴェリウスは火災によって自宅の天文観測装置および書物を失った。ろくぶんぎ座は、このとき失われた観測装置を偲んで設定したものである。その後まもなく復旧作業を行い、翌1680年12月のキルヒ彗星の観測には間に合ったが、先の災禍に原因する精神的ショックから健康を損ない、1687年、誕生日である1月28日に満76歳で死去した（生没同日）。
1652年、1661年、1672年、1677年と、ヘヴェリウスは生涯に4つの彗星を発見している。このうち、1661年に発見した彗星 (C/1661 C1) はのちに 153P/池谷・張彗星と同定されている。1668年には観測結果をまとめた『コメトグラフィア（原題：Cometographia）』を出版している。

## ヘヴェリウスの名にちなむ命名
- クレーター「ヘヴェリウス（英語版）」 ：月のクレーター。
- 小惑星「(5703) ヘヴェリウス（英語版）」 ：1931年、カール・ラインムートが発見し、のちに命名[3]。
- フェリー「ヤン・ヘヴェリウス」(en:MS Jan Heweliusz) ：ポーランドのフェリー。1977年進水。
- 水路測量船「ヘヴェリウス」(en:ORP Heweliusz) ：ポーランド海軍の水路測量船（英語版）。1981年進水。

## ギャラリー

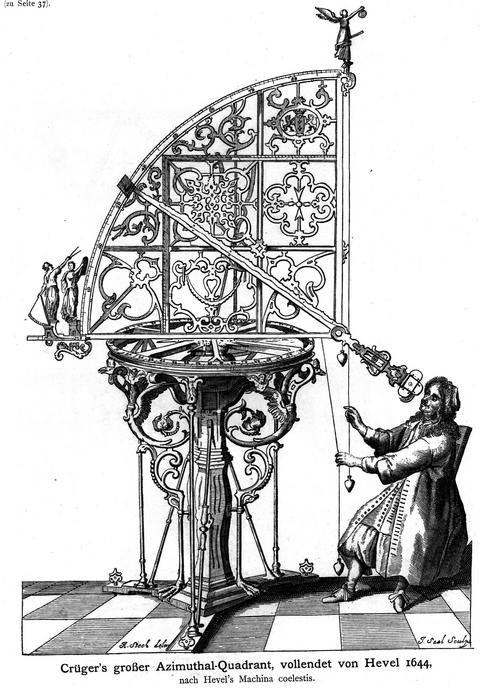
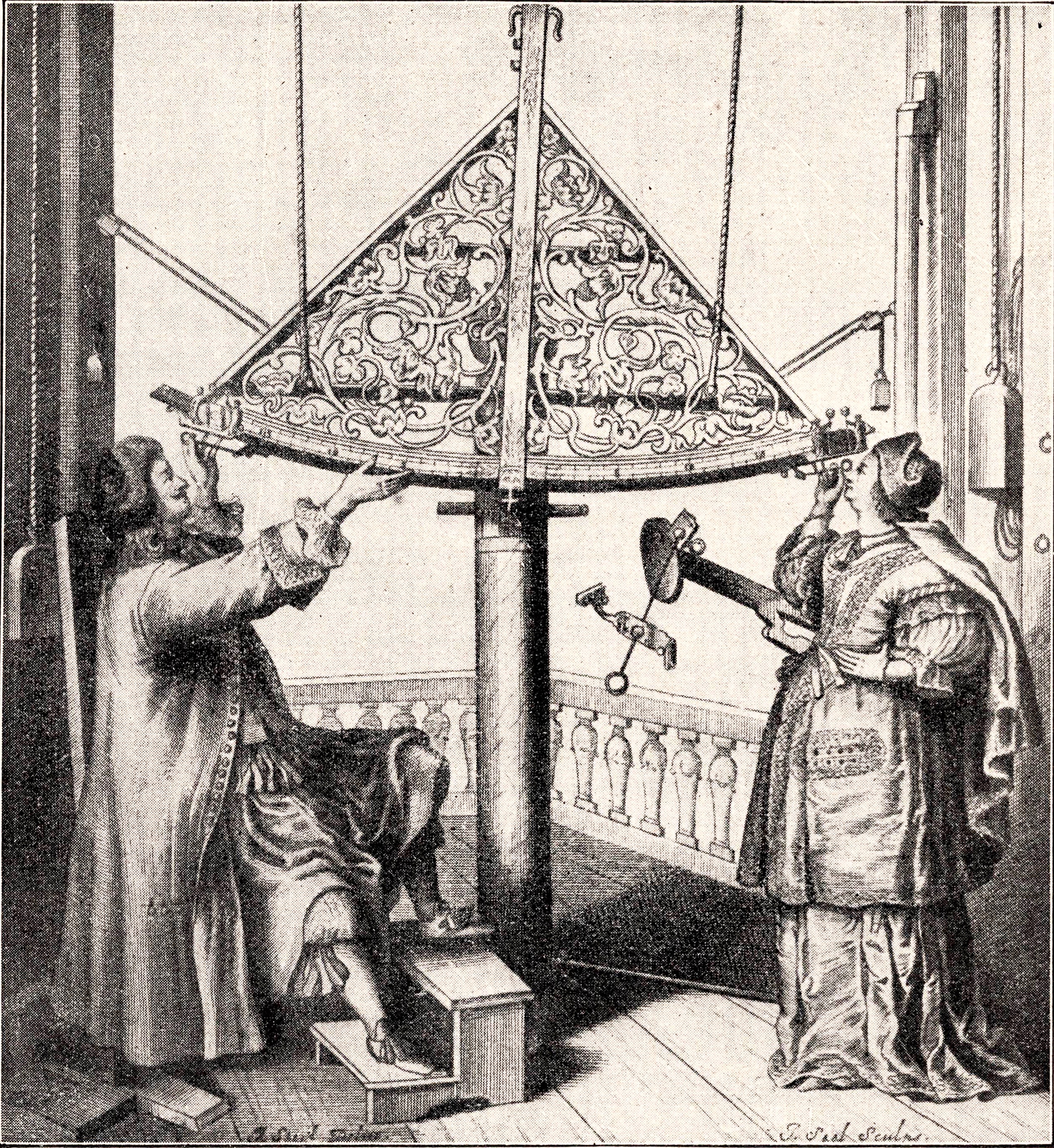
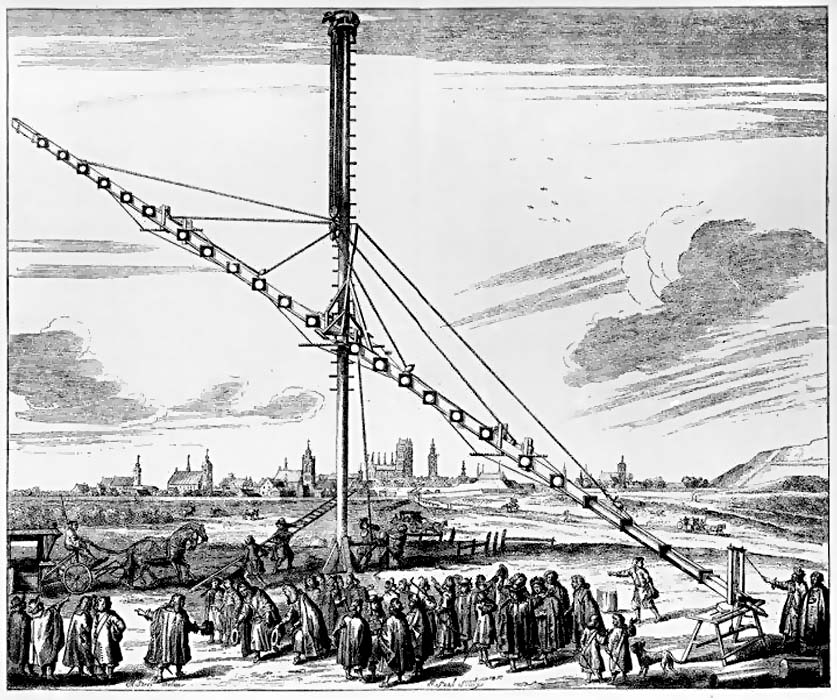
ヘヴェリウスの空気望遠鏡
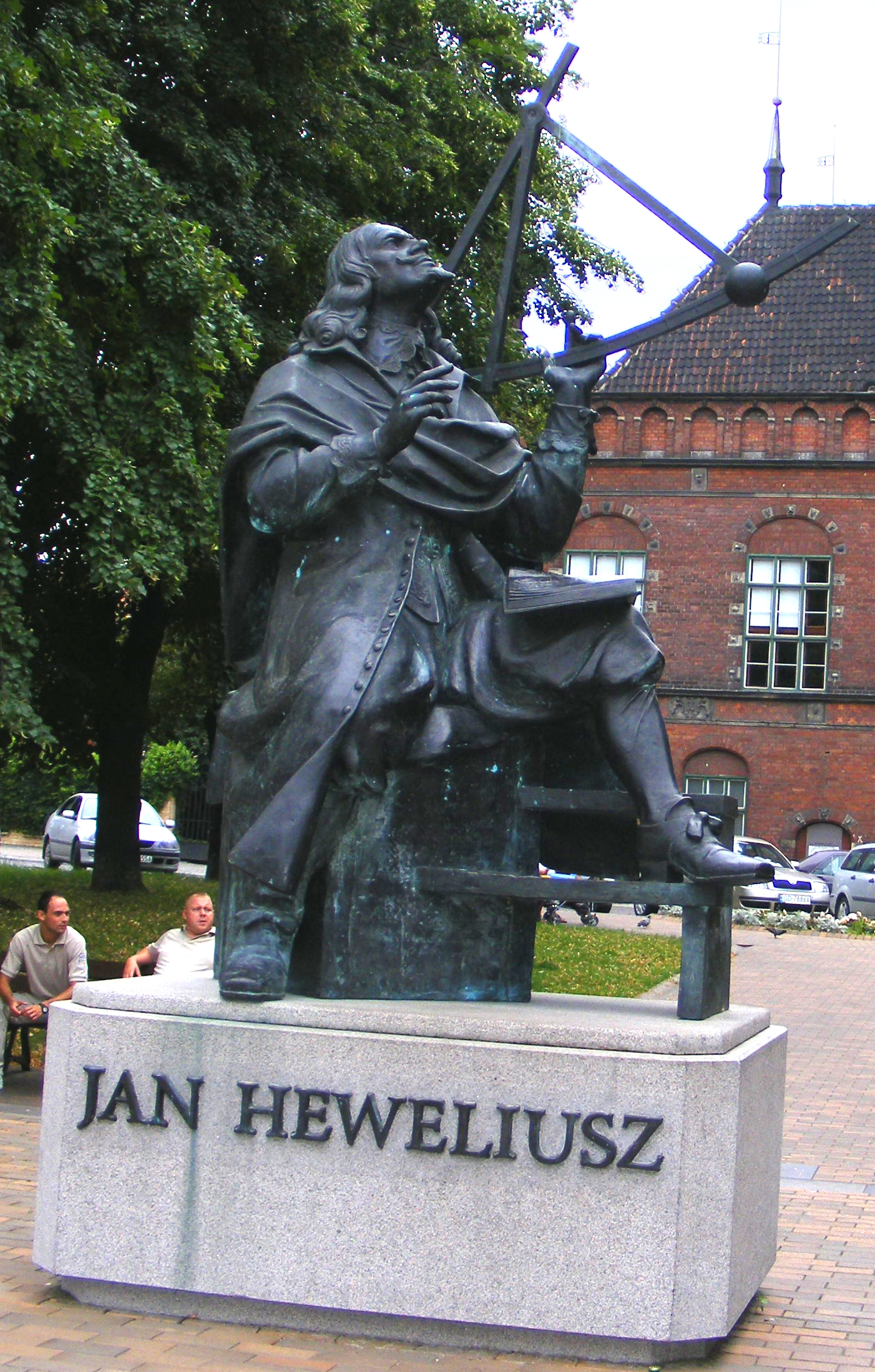
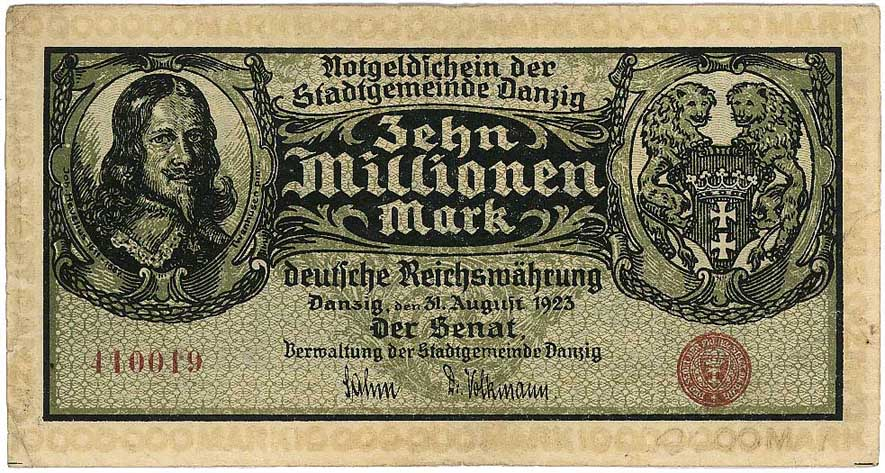